# Константинова (село)
Константинова (латыш. Konstantinova) — населённый пункт в Краславском крае Латвии. Административный центр Константиновской волости. Расстояние до города Краслава составляет около 36 км (через Аулею). По данным на 2015 год, в населённом пункте проживал 201 человек. Есть волостная администрация, начальная школа, общественный центр, библиотека, фельдшерский и акушерский пункт, почтовое отделение, продуктовый магазин, католическая церковь.

## История
Село находится на территории бывшего поместья Константиново.
В советское время населённый пункт был центром Искрского сельсовета Краславского района. В селе располагалась центральная усадьба совхоза «Искра».